# Киселёв, Юрий Петрович
Ю́рий Петро́вич Киселёв (1914—1996) — советский и российский театральный режиссёр, актёр, театральный педагог. Народный артист СССР (1974). Лауреат Сталинской премии третьей степени (1952) и Государственной премии РСФСР имени К. С. Станиславского (1968).

## Биография
Родился 1 (14) февраля 1914 в Семёнове (ныне в Нижегородской области, Россия) (по другим источникам — в Москве).
В 1931—1935 учился в Школе при Камерном театре в Москве, ученик А. Я. Таирова. Участвовал в первой постановке «Оптимистической трагедии» Вс. В. Вишневского. По окончании учёбы с группой выпускников таировской студии создал молодёжный театр. Впоследствии был актёром Московского студенческого театра (1935—1936), Ворошиловградского (1936—1937) и Горьковского (1937—1938) театров юного зрителя.
В 1938 году возглавил Калининский ТЮЗ, преподавая в местном театральном училище. В 1941—1943 годах работал в Кировском драматическом театре. Во время войны участвовал в работе фронтовых театров.
В 1943 году был направлен в Саратов, где стал главным режиссёром Саратовского ТЮЗа.
Вёл педагогическую работу в студии при Саратовском ТЮЗе и в Саратовском театральном училище имени И. А. Слонова (ныне — Театральный институт Саратовской государственной консерватории имени Собинова). Среди его учеников актёры: З. Г. Спирина, В. А. Ермакова, С. В. Лаврентьева, Ю. П. Ошеров, В. А. Краснов, Т. Н. Джураева, С. В. Пускепалис.
Был заместителем председателя правления Всероссийского театрального общества, заместителем председателя Советского центра АССИТЭЖ (Международной ассоциации театров для детей и юношества).
Умер 19 декабря 1996 года (по другим источникам — 18 декабря) в Саратове (по другим источникам — в Москве). Похоронен на Старообрядческом (Кулугурском) кладбище Саратова.

### Семья
- жена — Елена Александровна Росс (1938—2001), актриса, заслуженная артистка РСФСР (1981).

## Награды и звания
- заслуженный артист РСФСР (1950)
- заслуженный деятель искусств РСФСР (1958)
- народный артист РСФСР (1963)
- народный артист СССР (1974)
- Сталинская премия третьей степени (1952) — за постановку спектакля «Алёша Пешков» по произведениям И. А. Груздева и О. Д. Форш
- Государственная премия РСФСР имени К. С. Станиславского (1968) — за постановку спектакля «Сказ о времени далёком и близком» Г. В. Акулова
- орден Ленина (1984)
- орден Трудового Красного Знамени
- орден Отечественной войны I степени
- медали
- премия имени А. Д. Попова
- Почётный профессор Саратовского государственного университета
- Почётный гражданин Саратова (1977).

## Творчество

### Актёр
- «Коварство и любовь» Ф. Шиллера — Фердинанд
- «Женитьба» Н. В. Гоголя — Подколесин, Жевакин
- «Враги» М. Горького — Николай Скоробогатов
- «Свои люди — сочтёмся» А. Н. Островского — Лазарь Елизарович Подхалюзин

### Режиссёр

#### Калининский ТЮЗ
- 1939 — «Сказка» М. А. Светлова
- 1940 — «Похождения храброго Кикилы» Б. А. Гамрекели и Г. Д. Нахуцришвили. Исполнил роль Кикилы.

#### Саратовский ТЮЗ
- 1944 — «Осада Лейдена» И. В. Штока
- 1944 — «Финист — Ясный сокол» Н. Я. Шестакова
- 1944 — «Падение острова Блютенбайль» П. Г. Маляревского
- 1944 — «Шутники» А. Н. Островского
- 1945 — «Они жили в Ленинграде» О. Ф. Берггольц и Г. П. Макогоненко
- 1945 — «Хрустальный башмачок» Т. Г. Габбе
- 1945 — «Три мушкетёра» А. Дюма
- 1945 — «Мещанин во дворянстве» Мольера
- 1945 — «Сказка о царе Салтане» А. С. Пушкина
- 1945 — «Аз и ферт» П. С. Фёдорова
- 1946 — «Двенадцать месяцев» С. Я. Маршака
- 1946 — «Правда — хорошо, а счастье лучше» А. Н. Островского
- 1947 — «В начале мая» В. А. Любимовой
- 1947 — «Молодая гвардия» по А. А. Фадееву (инсценировка Н. П. Охлопкова)
- 1948 — «Как закалялась сталь» по Н. А. Островскому
- 1948 — «Овод (роман)» по Э. Л. Войнич
- 1948 — «Снежок» В. А. Любимовой
- 1948 — «Парень из нашего города» К. М. Симонова
- 1949 — «Два капитана» по В. А. Каверину
- 1949 — «Призвание» Г. Штейна[7]
- 1949 — «Радищев» Н. Н. Шаповаленко
- 1949 — «Тайна вечной ночи» И. В. Луковского
- 1949 — «Сам у себя под стражей» П. Кальдерона де ла Барка
- 1949 — «Бедность не порок» А. Н. Островского
- 1950 — «Лётчики не умирают» И. В. Штока[8]
- 1950 — «Слуга двух хозяев» К. Гольдони[9]
- 1950 — «Семья» И. Ф. Попова. Режиссёр: Юрий Киселёв — Александр Ульянов[10]
- 1950 — «Тристан и Изольда» А. Я. Бруштейн
- 1950 — «Не всё коту масленица» А. Н. Островского
- 1951 — «Алёша Пешков» по произведениям И. А. Груздева и О. Д. Форш
- 1951 — «Звезда мира» Ц. С. Солодаря
- 1952 — «Ромео и Джульетта» Шекспира[11]
- 1952 — «Гимназисты» К. А. Тренёва. Режиссёр: Юрий Киселёв — Виктор Югов[12]
- 1952 — «Женитьба Бальзаминова» А. Н. Островского
- 1953 — «Страница жизни» В. С. Розова
- 1953 — «Новые люди» по роману «Что делать?» Н. Г. Чернышевскому
- 1953 — «Воспитанница» А. Н. Островского
- 1954 — «Не называя фамилий» В. Б. Минко. Режиссёр: Юрий Киселёв — Жора Поцелуйко[13]
- 1954 — «Два клёна» Е. Л. Шварца
- 1954, 1959 — «Три сестры» А. П. Чехова
- 1955 — «Пахарева дочка» И. В. Карнауховой
- 1955 — «Сирано де Бержерак» Э. Ростана
- 1956 — «Домби и сын» Ч. Диккенса
- 1956 — «Первая весна» Г. Е. Николаевой и С. А. Радзинского
- 1956 — «Горя бояться — счастья не видать» С. Я. Маршака
- 1957 — «Дети подземелья» В. Г. Короленко
- 1957 — «Юность отцов» Б. Л. Горбатова
- 1957 — «Враги» М. Горького
- 1958 — «За час до рассвета» А. А. Галича
- 1958 — «Заводские ребята» И. С. Шура
- 1958 — «Горящее сердце» И. С. Шура
- 1959 — «Униженные и оскорблённые» по Ф. М. Достоевскому
- 1959 — «Валя и Валька» Г. Д. Ширяевой
- 1959 — «Два цвета» И. К. Кузнецова и А. Г. Зака
- 1958 — «В дурном обществе» по В. Г. Короленко
- 1962 — «Перстенёк» К. Г. Паустовского
- 1967 — «Сказ о времени далёком и близком» Г. В. Акулова
- 1968 — «Два года» В. Оскарова
- 1969 — Недоросль Д. И. Фонвизина
- 1972 — «Не стреляйте в белых лебедей» Б. Л. Васильева
- 1984 — «Чайка» А. П. Чехова
- «Рыжик» И. Мироненко
- «Мальчики» по Ф. М. Достоевскому
- «Колбаска, боцман и другие» по А. Линдгрен

## Фильмография
- 1970 — Без права на пощаду — Фёдор Семёнович Борисенко, врач железнодорожной больницы, — предатель Остапенко.

## Память
- Саратовский театр юного зрителя носит имя Ю. П. Киселёва
- В декабре 1997 года именем Ю. П. Киселёва назвали часть Первомайской улицы Саратова. Теперь участок улицы от улицы Горького до улицы Рахова называется улица Киселёва.
- В 2018 году в Саратове возле нового здания ТЮЗа на углу улиц Чапаева и Киселёва открыт памятник Ю. П. Киселёву.

Памятник Киселёву Ю. П.